# Common Development and Distribution License
A Common Development and Distribution License (CDDL) é uma licença para código aberto que toma por base a Licença Pública Mozilla (MPL) e a torna reutilizável sem modificações. Ela nasceu da necessidade de uma licença copyleft que fornecesse as proteções e liberdades necessárias para o código aberto verdadeiro e permitisse a criação de trabalhos maiores e com propósitos comerciais. A CDDL atende aos requisitos da definição de open source e foi aprovada como uma licença código aberto pela Open Source Initiative.